# 슈거힐 갱
슈거힐 갱(The Sugarhill Gang)은 미국의 힙합 밴드이다.